# Szczecinek
Szczecinek (pronunciación en polaco: /ʂt͡ʂɛˈt͡ɕinɛk/; en alemán: Neustettin) es una ciudad polaca en Transpomerania con una población de más de 40 000 habitantes (2011). Es la capital del distrito de Szczecinek, en el voivodato de Pomerania Occidental. 

## Historia
En la Edad Media existía una fortaleza eslava donde hogaño está situada Szczecinek. Tras la fragmentación de Polonia en el siglo XII pasó a formar parte del ducado de Pomerania.

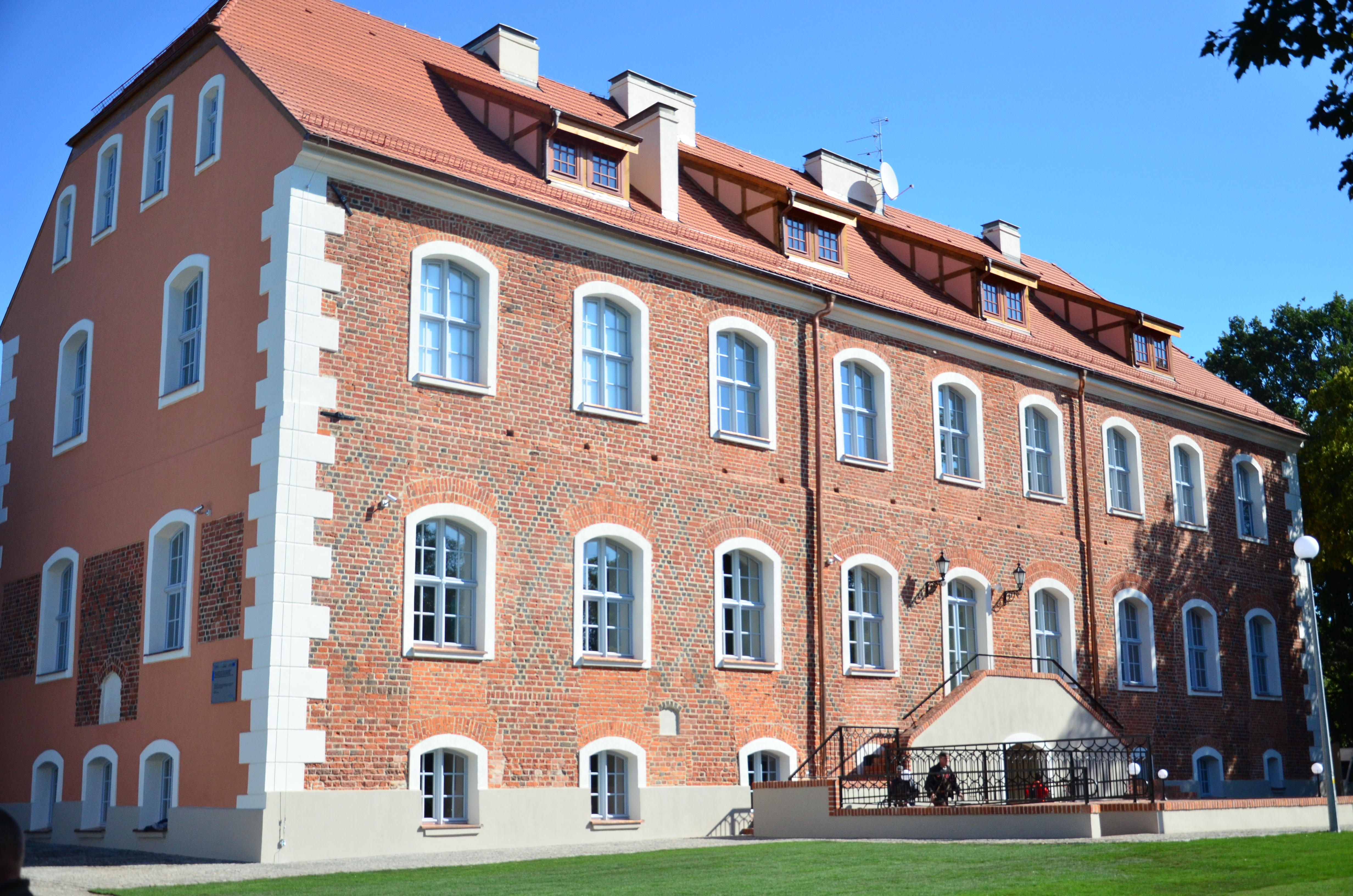
Castillo de Szczecinek, antaño sede de los duques de Pomerania

En 1310, la ciudad fue fundada por el derecho de Lübeck por el duque Vartislao IV de Pomerania e inspirada por Szczecin, ciudad 150 km hacia el oeste. El nombre original era Neustettin (polaco: Nowy Szczecin, latín: Stetin Nova). También fue conocida como Klein Stettin (polaco: Mały Szczecin). En 1707, la ciudad era conocida en polaco como Nowoszczecin.
La ciudad fue fortificada para defenderse del margraviato de Brandeburgo. En 1356 fue arrasada por la peste negra. Agradecidos por su supervivencia, los duques Bogislao V, Barnim IV y Vartislao IV fundaron el monasterio augustino de Marientron, el cual fue saqueado por el margraviato de Brandeburgo en 1470. Entre 1368 y 1390 fue la sede del ducado epónimo bajo el gobierno de Vartislao V.
El 15 de septiembre de 1423 los duques pomeranos, el gran maestre de la Orden Teutónica y Erico VII de Dinamarca, Noruega y Suecia se reunieron para formar una defensa contra Brandeburgo y Polonia.

## Demografía
| Gráfica de evolución de Szczecinek entre 1940 y 2017 |
|                                                      |

## Cocina
La comida tradicional protegida oficialmente de Szczecinek es krówka szczecinecka, un tipo de krówka local.

## Residentes famosos
- Caspar Otto von Glasenapp (1664 – 1747), Generalfeldmarschall prusiano.
- Franz Albert Schultz (1692 – 1763), superintendente eclesiástico.
- Friedrich Jacob Behrend (1803 – 1889), físico alemán.
- Friedrich Kasiski (1805 – 1881), oficial de infantería, criptógrafo y arqueólogo.
- Lothar Bucher (1817 – 1892), publicista y asistente de Otto von Bismarck.
- Gustav Behrend (1847 – 1925), dermatólogo alemán.
- Hans Krüger (1902 – 1971), político del Partido Nacionalsocialista Alemán.
- Eckart Afheldt (1921 – 1999), general.
- Horst Mann (1927 – 2018), deportista alemán, compitió en las Olimpiadas de 1956.
- Aleksander Wolszczan (1946), astrónomo polaco, descubridor de los primeros planetas extrasolares y planetas de púlsar.
- Wiesław Adamski (1947 – 2017), escultor polaco.
- Jolanta Danielak (1955), política polaca.
- Jarosław Boberek (1963), actor de cine y de doblaje polaco.
- Ewa Minge (1967), diseñadora de moda polaca.
- Dorota Dziekiewicz-Pilich (1968), escultora y artista polaca.
- Artur Bugaj (1970), futbolista polaco.
- Paweł Małaszyński (1975), actor polaco.
- Aleksandra Gintrowska (1991), cantante y actriz polaca.
- Paweł Tymcio (1989), pintor polaco.
- Jakub Moder (1999), futbolista polaco.

## Ciudades hermanadas
- Bergen op Zoom
- Noyelles-sous-Lens
- Neustrelitz
- Söderhamn